# Ianthasaurus
Ianthasaurus — вимерлий рід малих едафозавридів пізнього карбону. Його назвали Роберт Р. Рейс і Девід Берман у 1986 році. Він був виявлений ними у Верхньому Пенсільванському сланці Рок-Лейк поблизу Гарнетта, штат Канзас.

## Опис
Це один із найменших відомих едафозавридів із довжиною черепа 8 см і загальною довжиною тіла 75 см. Ianthasaurus не має багатьох разючих спеціалізацій, які можна побачити у Edaphosaurus. Наприклад, крайова зубна система янтазавра схожа на зубну систему комахоїдних рептилій, з тонкими конічними зубами, які злегка загнуті на кінчиках, і є невеликий розвиток іклоподібної області. Піднебінний і нижньощелепний зубний ряд неспеціалізований. Крім того, на відміну від едафозавра, янтазавр був легкої будови і, ймовірно, був досить спритним. Череп був схожий на череп Haptodus, хоча вони були далекими родичами.